# Церковь Панагии Канакарии
Церковь Панагии Канакарии (греч. Εκκλησία της Παναγίας Κανακαριάς) — раннехристианская византийская церковь, расположенная в селении Литрангоми в районе Искеле (п-ов Карпас) на территории Северного Кипра. Церковь знаменита своими настенными мозаиками VI века.
Ранневизантийская базилика Панагии Канакарии с двускатной кровлей была возведена в 1-й половине VI века, однако примерно через сто лет была разрушена в результате арабских набегов. На её месте в VIII веке была воздвигнута сводчатая базилика, сильно пострадавшая от землетрясения 1169 года.

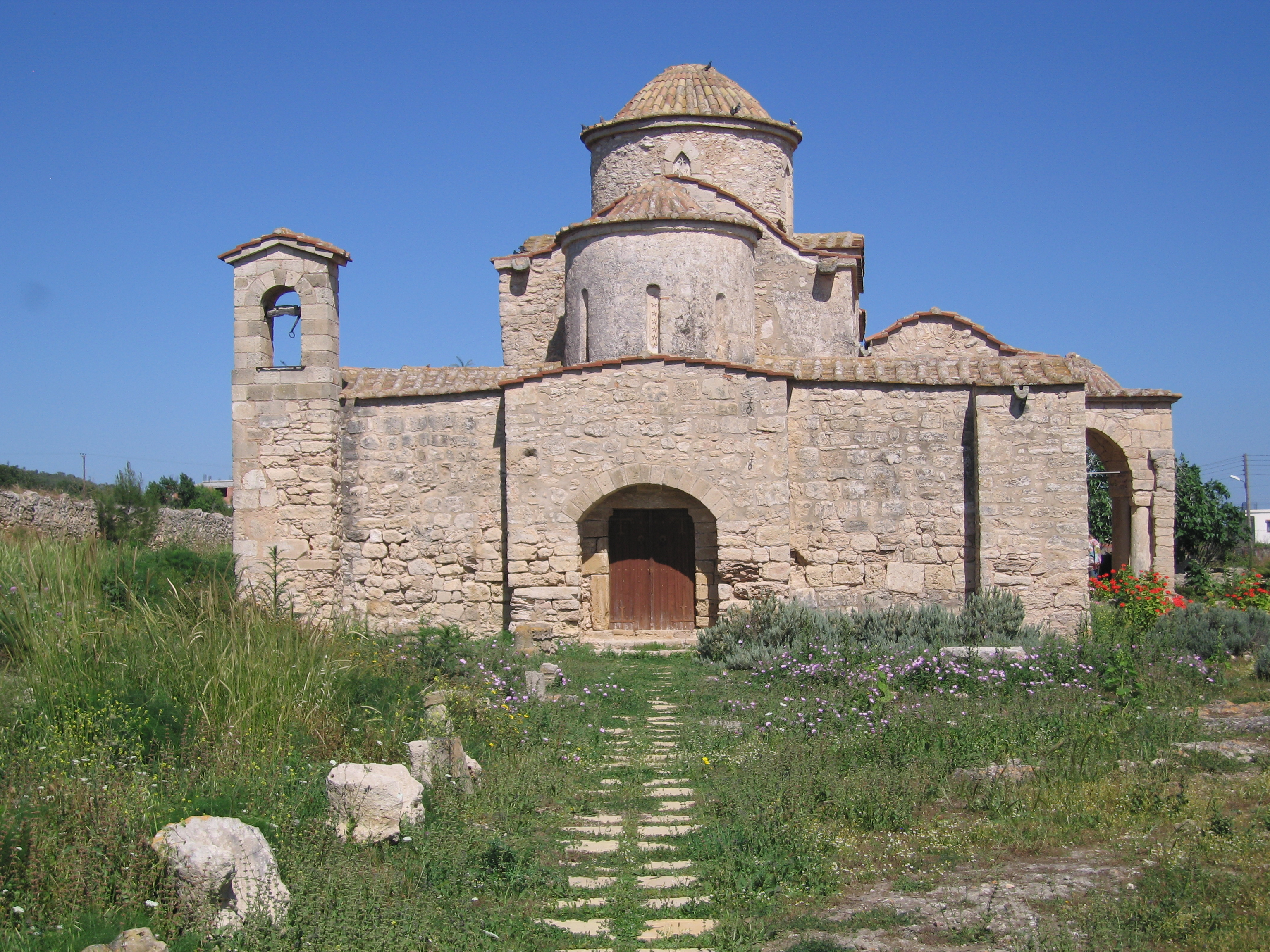
Боковой вход в церковь

В XIV веке пришедшее в упадок здание церкви было отстроено заново. В 1738 году при церкви был устроен монастырь.
Здание церкви Панагии Канакарии состоит из разных по времени фрагментов строительства. Мозаичная апсида относится ещё к ранневизантийской базилике VI века. В XI—XII веках вместо сводчатого покрытия был установлен купол и пристроен притвор.
В таком виде церковь Панагии Канакарии сохранилась до наших дней. В июне 2008 года реставрация церкви и монастыря была окончена.

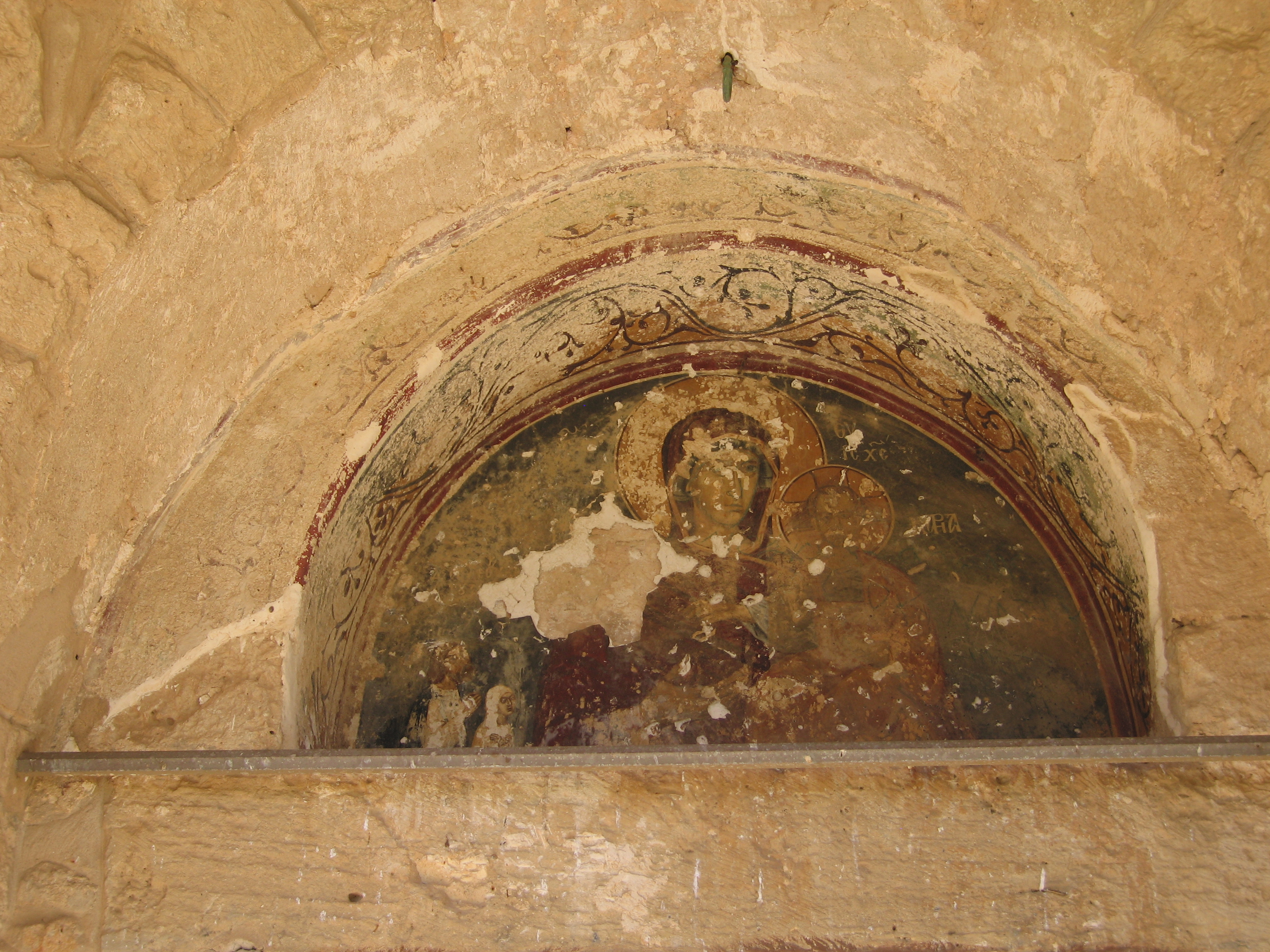
Изображение Богоматери с Младенцем в тимпане над входом в церковь

## Мозаика
Мозаичные изображения церкви Панагии Канакарии связаны с повторным возведением города Саламина в первые годы правления императора Юстиниана (527—565). На первоначальной мозаике, украшавшей церковь Панагии Канакарии был изображен младенец Иисус, сидящий на коленях у Богородицы в окружении двух архангелов. Эта мозаика, датированная 1-й половиной VI века, является одной из шести сохранившихся мозаичных произведений ранневизантийской иконографии того периода. Она являет нам новый, совершенно оригинальный вариант композиции Богородицы с архангелами. Дева Мария восседает на лирообразном троне, а младенец Иисус на её коленях изображён прямо в фас — это первый известный случай такого типа изображения, названного кипрским, который в дальнейшем получил широкое распространение в византийской иконографии. Богоматерь и Младенец окружены сияющим ореолом, указывающим на их божественность. Богородица облачена в синий мафорий, на фоне которого красиво выделяются бело-золотые одежды младенца Христа.
Мозаичный образ Богоматери с младенцем в окружении двух архангелов обрамлен широкой декоративной лентой из тернового меандра, в которую вписаны тринадцать медальонов с ликами двенадцати апостолов и Христа на фоне акантовых листьев. В технике исполнения этой мозаики проявляется линеарный стиль с использованием крупных смальтовых кубиков, сближающий её со знаменитыми ранневизантийскими мозаиками церкви Святого Виталия в Равенне. Здесь наблюдается переход от классических античных традиций к новым, оригинальным приемам исполнения византийской мозаики, стремящимся к симметричности и строгой схематизации (как, например, в монастыре Святое Екатерине на Синае). В период иконоборчества мозаика, по-видимому, была заштукатурена и обнаружена вновь только в XX веке. Это мозаика считается самой древней не Кипре мозаикой в апсиде, сохранившейся на своем месте.
Во время турецкого вторжения 1974 года эта мозаика была снята турецким чёрным археологом Айдином Дикменом, незаконно вывезена с острова и продана частным западным коллекционерам по частям. В 1985 году благодаря одному лондонскому торговцу произведениями искусства на Кипр вернулись фрагменты мозаики с ликами Апостолов Луки и Варфоломея. В 1988 году в Швейцарии американка Пег Голдберг купила у Дикмена четыре фрагмента мозаики из церкви Панагии Канакарии за один миллион долларов. В США Голдберг предложила мозаику музею Пол Гетти в Малибу за 20 миллионов долларов, однако директор музея известил об этом власти Республики Кипр. После двух лет судебных разбирательств, в 1991 году федеральный суд Индианаполиса постановил вернуть Республике Кипр фрагменты мозаики с верхней половиной изображения Христа, головой и частью груди Архангела Михаила, а также мозаичные медальоны с ликами Апостолов Матфея и Якова. В 1997 году из Мюнхена был возвращен мозаичный медальон с ликом Апостола Фаддея. Во время обыска в мюнхенском доме Айдина Дикмена полицейскими были обнаружены, помимо прочего, мозаичный медальон с ликом Апостола Фомы, фрагменты с рукой Архангела Гавриила и фрагмент левой ладони Богородицы. Весной 2013 года мюнхенский суд постановил вернуть все эти произведения искусства Кипрской православной церкви и в ноябре того же года они были возвращены в Византийский музей Никосии. Судьба других фрагментов остаётся неизвестной.
Некоторые другие мозаичные изображения в северной части церкви, такие как архангел Гавриил и Богоматерь с Младенцем, неоднократно реставрировались.